# Grand-Laviers
Grand-Laviers é uma comuna francesa na região administrativa de Altos da França, no departamento de Somme. Estende-se por uma área de 9,5 km². Em 2010 a comuna tinha 474 habitantes (densidade: 49,9 hab./km²).